# Wab Kinew

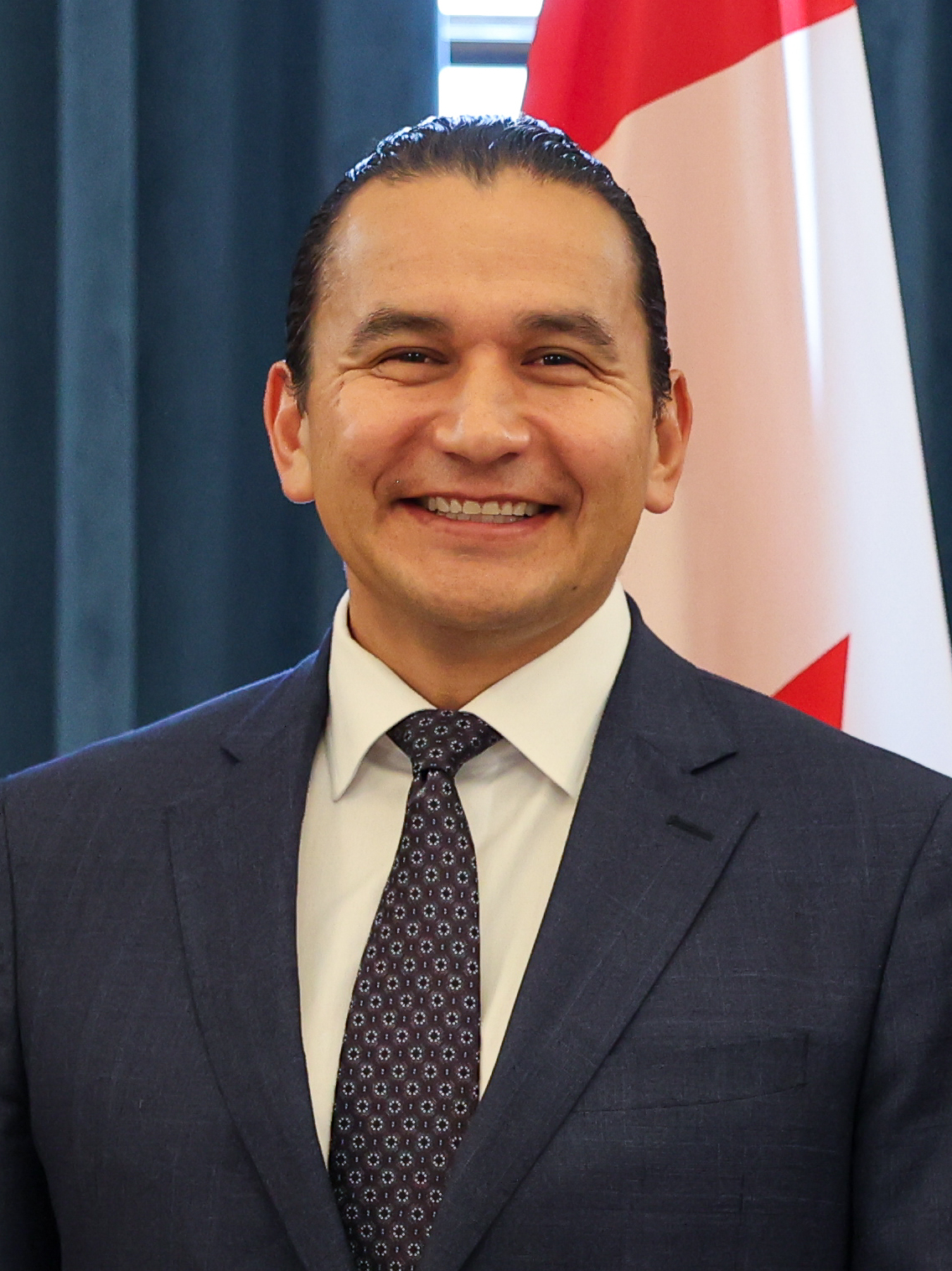
Wab Kinew (2023)

Wabanakwut “Wab” Kinew (* 31. Dezember 1981 in Kenora, Ontario) ist ein kanadischer Politiker, Musiker und Fernsehmoderator und seit 2023 Premierminister der Provinz Manitoba. Er ist Vorsitzender der New Democratic Party of Manitoba. Seit 2016 ist er Abgeordneter der Legislativversammlung von Manitoba für den Wahlkreis Fort Rouge.

## Frühes Leben
Kinew wurde in Kenora geboren. Er ist Angehöriger einer der mehr als 600 First Nations Kanadas, nämlich der Ojibwe. Seine Eltern waren Tobasonakwut Kinew und die gleichfalls promovierte Kathi Kinew. Damit gehörte er der Onigaming First Nation an. Sein Vater war Häuptling und zugleich Professor an der University of Winnipeg.
Kinew zog in seiner Kindheit mit seinen Eltern in einen Vorort von Winnipeg. Er erwarb einen Bachelor-Abschluss in Wirtschaftswissenschaften an der dortigen University of Manitoba.

## Frühe Karriere
Kinew war Reporter und Moderator für das Radio- und Fernsehprogramm der CBC, einschließlich der wöchentlichen Kunstmagazinshow The 204 in Winnipeg und der nationalen Dokumentarserie 8th Fire im Jahr 2012. Er war auch Moderator des Dokumentarprogramms Fault Lines on Al Jazeera America. 2014 trat er als Diskussionsteilnehmer bei Canada Reads von CBC Radio auf und verteidigte Joseph Boydens Roman The Orenda. Der Roman gewann den Wettbewerb. Kinew war im Dezember 2014 zwei Wochen lang Gastmoderator von Q und moderierte die Ausgabe 2015 von Canada Reads.

### Musik
Mitte der 2000er war Kinew Mitglied der Hip-Hop-Gruppen Slangblossom und The Dead Indians. Er veröffentlichte 2009 sein erstes Album als Rapper, Live by the Drum. The album won an Aboriginal Peoples Choice Music Award for Best Rap/Hip-Hop. Sein zweites Album, Mide-Sun, wurde 2010 veröffentlicht.

### Schreiben
Kinew hat drei Bücher geschrieben, eine persönliche Erinnerung, ein Kinderbuch und einen Fantasy-Roman. Seine Memoiren The Reason You Walk wurden 2016 mit dem Kobo Emerging Writer Prize ausgezeichnet.

## Politische Karriere

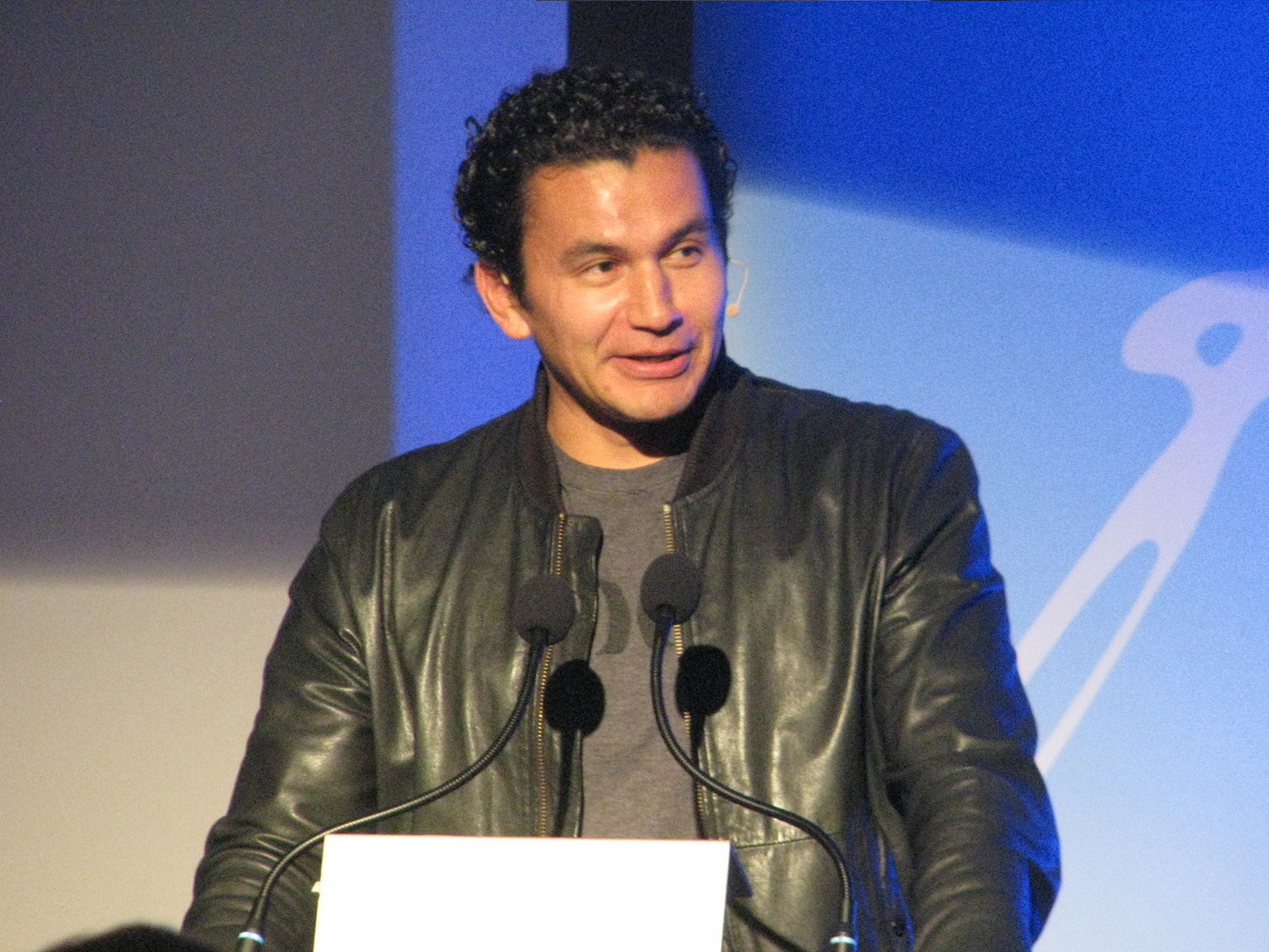
Kinew im Jahr 2015

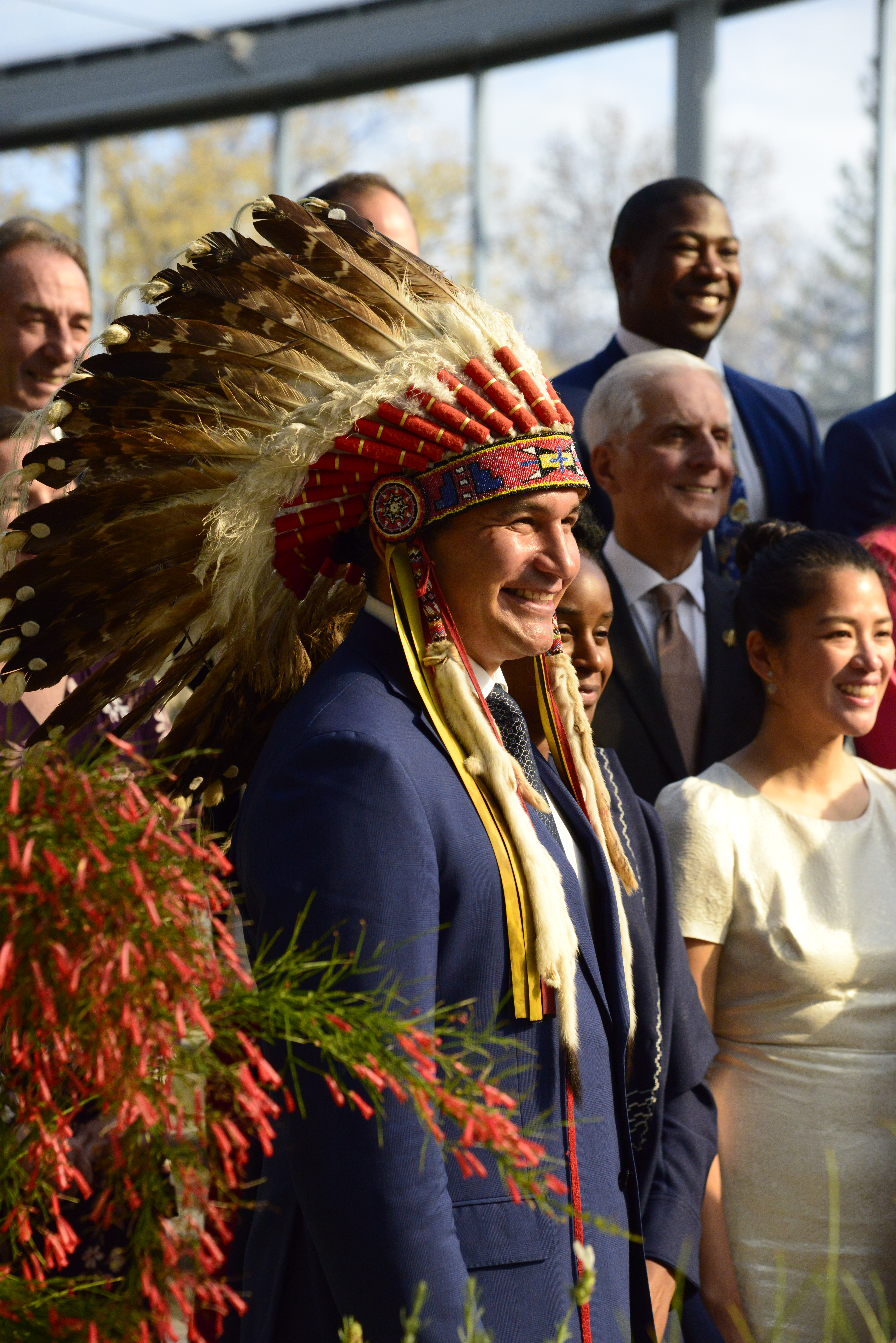
Kinew bei der Vereidigung am 18. Oktober 2023

Kinew erwog, 2014 für die Führung der Versammlung der First Nations zu kandidieren, entschied sich jedoch dagegen. Er gab an, dass er im August frisch geheiratet habe und der Meinung sei, dass es nicht der richtige Zeitpunkt sei, für längere Zeit von zu Hause weg zu sein.
2016 wurde er bei den Provinzwahlen 2016 als Kandidat der New Democratic Party of Manitoba für den Wahlkreis Fort Rouge ausgewählt. Kinew gewann die Wahl gegen die Vorsitzende der Manitoba Liberal Party Rana Bokhari und wurde in die Legislativversammlung von Manitoba gewählt.
Kinew kandidierte 2017 für die Führung der New Democratic Party of Manitoba. Er wurde am 16. September 2017 auf dem Parteitag gewählt und siegte gegen Steve Ashton. Somit führte er die Partei bei den Provinzwahlen 2019 an, in deren Verlauf die Partei die Zahl ihrer Mandate um vier erhöhte. Bei den Provinzwahlen des Jahres 2023 trug seine Partei den Sieg davon, woraufhin Kinew das Amt des Premierministers übernahm.

## Werke
- The Reason You Walk. A Memoir, 2015. ISBN 978-0-14-319355-5
- Go Show the World. A Celebration of Indigenous Heroes, tundra, 2018. ISBN 978-0-7352-6292-8
- Walking in Two Worlds, Penguin, 2021. ISBN 978-0-7352-6900-2